# Ciprian Porumbescu, Suceava
Ciprian Porumbescu là một xã thuộc hạt Suceava, România. Dân số thời điểm năm 2002 là 6443 người.